# Coelospermum balansanum
Coelospermum balansanum är en måreväxtart som beskrevs av Henri Ernest Baillon. Coelospermum balansanum ingår i släktet Coelospermum och familjen måreväxter.
Artens utbredningsområde är Nya Kaledonien. Inga underarter finns listade i Catalogue of Life.